# Renfe série 280
La série 280 est une courte série de locomotives électriques de la Renfe.
Les quatre prototypes, fonctionnant sous courant continu 1 500 et 3 000 volts sont livrés par Alsthom en 1963. Leur fonctionnement n'est jamais totalement satisfaisant ; la disparition progressive du 1 500 volts et la mise en service de la série 279, beaucoup plus aboutie, les relègue à des tâches subalternes. Les locomotives sont radiées en 1982 à l'issue d'une longue période d'inactivité.
La 280-002-7, préservée, est exposée au musée du chemin de fer de Madrid-Delicias.

## Origine de la série
Au début des années 1960, la Renfe exploite un réseau utilisant encore deux tensions différentes de courant continu, 1 500 et 3 000 volts.
La négociation de nouveaux accords avec la BIRD, en août 1962, permet de financer certains projets remontant aux plans de reconstruction de 1941 et 1944. Parmi ceux-ci figurent la commande de locomotives électriques bi-tension, capables s'affranchir des « frontières électriques » et de circuler sur l'ensemble du réseau. C'est le constructeur Alsthom, déjà impliqué dans la fabrication de la série 276.0, qui est retenu pour la fourniture des quatre prototypes.

## Architecture et caractéristiques

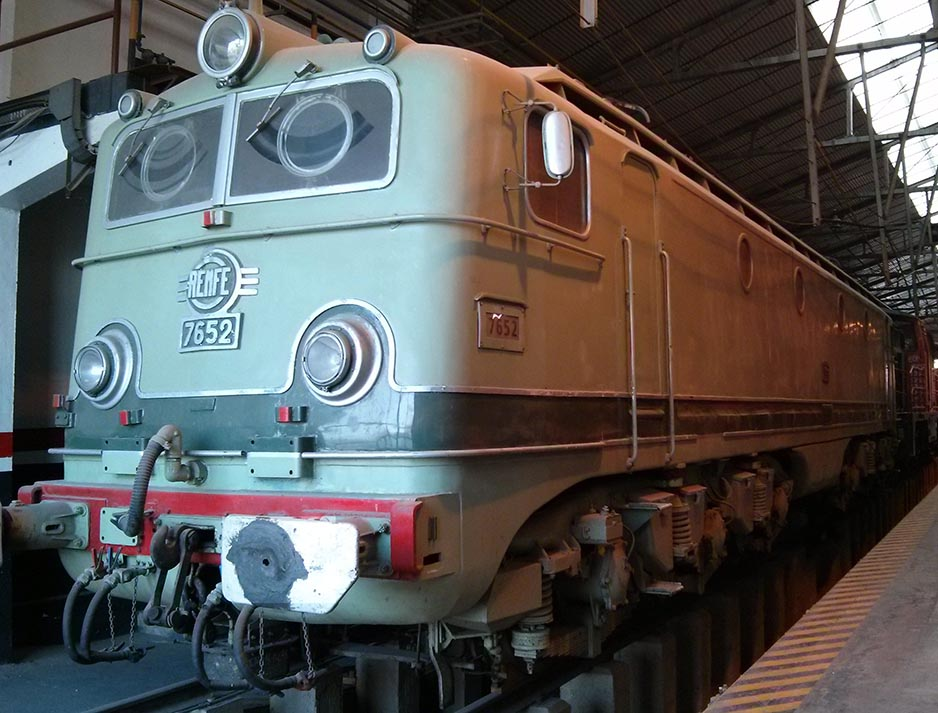
276-052 dans sa livrée d'origine.

Les courbes de faible rayon que devront franchir les locomotives imposent le recours à des bogies à deux essieux, des bogies à trois essieux étant trop agressifs pour la voie dans ces conditions.
La caisse se compose d'un compartiment central dédié à l'appareillage et dont la toiture supporte les pantographes et le dispositif d'évacuation de l'air de refroidissement des équipements. Les cabines, à chaque extrémité, communiquent entre elles par un couloir latéral dans le compartiment central ; les trains circulant à droite en Espagne, les pupitres de conduite sont disposés de ce côté à l'intérieur des cabines. La caisse dérive très fortement de celle des 7600 renumérotées 276.0, à l'exception notable des persiennes latérales, et beaucoup d'éléments sont communs avec cette série afin de faciliter les opérations de maintenance. Les pantographes AM sont de type « unijambiste », un modèle monté plus tard sur les 276.0.
Premières locomotives bi-tension à rouler sur es rails de la Renfe, elles sont équipées d'un nouveau bogie monomoteur équipé d'un bi-réducteur directement inspiré de celui des BB 16500 de la SNCF. Les rapports sont de 120 km/h sur GV (grande vitesse pour rames de voyageurs) et 70 km/h sur PV (petite vitesse pour trains de marchandises). Ce bogie trouve un nouveau développement, dix ans plus tard, sur les locomotives portugaises de la série 2600. Le système de suspension à deux étages est également inédit ; il combine un premier étage de silentblocs et ressorts hélicoïdaux et un second étage à double dispositif de pendulation et barres de torsion.
Les locomotives, relativement légères (80 t contre 120 pour les 276.0 avec dans tous les cas une charge à l'essieu de 20 t) développent une puissance continue de 2 270 kW délivrée par deux moteurs Alsthom TD 654 à ventilation forcée. Les machines possèdent trois types de frein différents : rhéostatique et pneumatique pour la locomotive et automatique pour la rame qu'elle tracte ; ces multiples équipements sont entre autres imposés, pour des raisons de sécurité, par le profil des lignes qu'elles parcourent.
Leur livrée d'origine, en deux tons de vert et imaginée par Paul Arzens, est la même que celle des 7600.

## Service

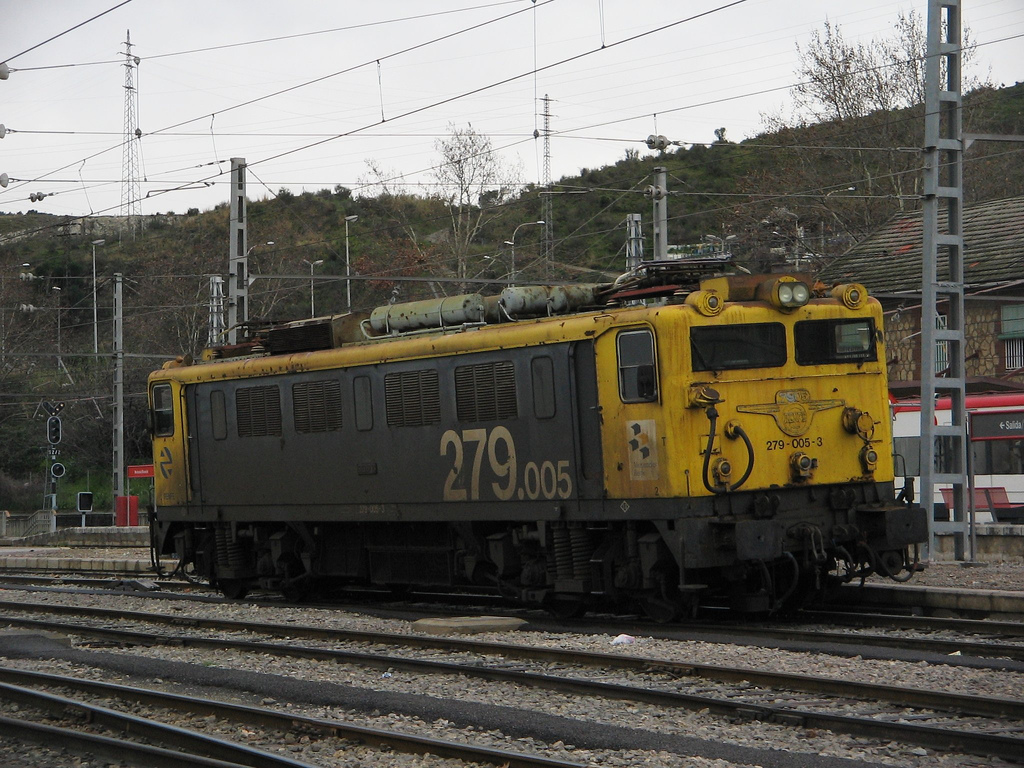
Une locomotive de la série 279.

Arrivées en Espagne sous l'immatriculation 10001 à 10004), elles effectuent leurs premiers essais en Catalogne entre Barcelone, Tarragone et Mora, section électrifiée en 3 000 volts. Elles atteignent les 120 km/h sans problèmes et remorquent des trains de voyageurs de 575 tonnes à 60 km/h en rampe de 15 ‰. Les essais sous 1 500 volts sont beaucoup plus compliqués, le profil de la ligne Barcelone-Ripoll-Puigcerdà n'étant pas particulièrement facile avec des rampes de 45 ‰ et des courbes de 230 m de rayon. En 1966, cette ligne est totalement électrifiée en 3 000 V ; les machines sont mutées à Madrid où elles assurent les « remontes » de trains entre le dépôt de Principe Pio et la gare d'Atocha par la ligne de ceinture.
La livraison, en 1967, des 279 bi-tension réduit leur activité madrilène. Elles n'assurent pratiquement plus que des manœuvres. En 1971, elles reçoivent la nouvelle numérotation UIC et sont repeintes en vert foncé à bandes et marquages jaunes. La même année, elles rejoignent Alcázar de San Juan en Andalousie où elles remorquent à nouveau quelques express. Début 1976, elles sont mutées à Miranda de Ebro pour des opérations de grande révision générale jamais effectuées. Si le construction d'unités supplémentaires du même type n'est pas à l'ordre du jour, la modernisation des prototypes est un temps envisagée ; de graves difficultés techniques mettent un terme au projet. Restées longtemps garées, les machines sont officiellement réformées en 1982.
Depuis 1984, la 280-002-7 est préservée au Musée du chemin de fer de Madrid (es) et exposée dans l'ancienne gare de Madrid-Delicias.